# サンチョオープンソース
サンチョオープンソースとは、農産物直売所にて使用される出荷生産者向けの情報提供と消費者向けの情報提供プログラム群の総称。代表的なものはサンチョメールと呼ばれている、欠品防止を目的とした売行き表示システムのこと。

## 概要
正式にはサンチョオープンソースとは以下のソフトウェアの集合体を指す。
- 欠品防止を目的とした売行き情報を表示するURIが記述されたメールの送信と売行き情報を表示するスクリプト（名称:さんちょ。狭義にこちらをサンチョオープンソースとも呼ぶ）
- QRコードやメールアドレスを使用して顧客情報を収集し管理するスクリプト（名称:dpgp）
- 生産履歴や農業日誌を携帯端末から記述させ表示させるスクリプト（名称:openframe）

利用者側のインタフェースの全てが携帯端末を利用することを前提として設計されており、携帯端末のブラウザで記録・閲覧をする。PC上で使用するブラウザでも閲覧が可能。開発に使われたバックエンドシステムはUnix系オープンソースのFreeBSDをサーバオペレーティングシステム (OS) とし、Webサーバ、データベースサーバ、PHP、MTAで構築されていた。コアスクリプトがPHPで書かれたソフトウェアで運用に当たってのバックエンドシステムも他のサーバOS上でも稼動が可能。一方、オープンソースを標榜しているが、一部のスクリプトはソースコードの公開がなされていない。
2002年7月にプロトタイプを完成して実験運用を開始。ソースコードの公開は2005年11月13日から。
サンチョメールと使った取り組みが2008年 DELL/ICSB スモールビジネス　国内部門で優勝。受賞理由は「ITとは対極にある層を巻き込んだ点とオープンソース活用で今後の期待」
。

## 特徴
開発者は道の駅の駅長。ソースコードはGPLで公開。消費者への情報提供と、生産農家への情報提供を行っている。どちらも携帯電話の使用を前提としている。また、農産物直売所で使用されていることとお年寄りが使いやすいように設計されているのが最大の特徴。URI(URL)リンクつきメールによる方法で情報公開サイトへの誘導をする。必ずWebアクセスが必要なことがわずらわしい・メール本文に売行き情報をのせればいいという意見もある。一方、生産農家の都合でいつでも閲覧できることから、常時閲覧しても最新の売行きが表示されるこの方法が優れているという意見もある。

## 構成するソフトウェア群

### さんちょ（サンチョ）
バーコード等の発行システムとは切り離して存在できる為、POSレジのメーカーには依存しない。しかし、POSレジの商品分類・部門カテゴリが正しく設定され、農産物直売所で販売される農作物が生産者、価格、分類または部門が特定できるように記録されなくてはならず、抽出ができないと売行きデータを活用することができない。
また、ソースコード類は無償であるが、運用に当たってはバックエンドシステムとしてWebサーバとメールサーバとデータベースサーバが必要であり、利用者側も携帯端末の購入が必要。

### dpgp
メール送受信機能とWebアクセス機能とカメラ付き携帯電話が必要。いわゆる「CRMシステム」。キャンペーンや販売促進などのツールとして携帯端末からメールを送信してもらう。dpgpサーバはオプトイン登録のURI (URL) 付きのメールを送信者に自動返信するというもの。自動返信が中核システムであり、フロントエンドとしてMTAのSendmailを利用しているため、オープンソースにしていない。さんちょと同様にメールサーバ、Webサーバとデータベースサーバが必要

### openframe
Webアクセス機能付きの携帯電話端末が必要。いわゆる「生産履歴ソフトウェア」。2005年に実用化。
さんちょ、dpgpと同様に、Webサーバ、データベースサーバが必要。

## その他の農産物直売所のシステム

### プロプライエタリソフトウェアシステム
- 愛媛県　内子フレッシュパーク からり[6]
- 岐阜県　道の駅クレール平田[6]
- 熊本県　道の駅竜北[7]

### オープンソースソフトウェアシステム
- 青森県　道の駅よこはま
- 青森県　道の駅あさむし
- 青森県　味・彩･感倶楽部　(海の駅わんど)

## サンチョサポートを表明している企業
NECソフトウェア東北株式会社